# Фрідріх Саксонський (великий магістр Тевтонського ордену)
Фрідріх Саксонський, Фрідріх фон Ветін (нім. Friedrich von Sachsen, Friedrich von Wettin; *26 жовтня 1474 р., м. Торгау — †14 грудня 1510 р., м. Рохліц) — герцог Саксонського курфюрства, 36-й великий магістр Тевтонського ордену, з 1498 року. 

## Біографія
Третій син (молодший з тих, хто пережив дитинство) герцога Альбрехта III Саксонського і Сидонії Богемської, доньки Їржі Подєбрадського. Належав до Альбертинської лінії — молодшої гілки правителів Саксонії Веттінів. Отримав чудову освіту в університетах Сієни та Лейпцига. В молодості служив каноніком в м. Кельні, потім перебував при дворі майнцького архієпископа.
В кінці 90-х років XV століття в Тевтонський орден, що від Другого Торуньського миру 1466 року був васалом Королівства Польського, виникла ідея обирати великих магістрів тільки з числа імперських князів (з нім. — «райхсфюрст»), які як піддані німецького імператора могли ухилитися від проведення церемонії омажа по відношенню до свого сюзерена — короля Польського. Родич Ягеллонів в якості великого магістра Ордена повинен був значно посилити позиції хрестоносців.
У 1498 р. після смерті великого магістра Тевтонського ордену Йоганна фон Тіфена орденське посольство запропонувало Фрідріху Саксонському зайняти вакантну посаду великого магістра. 29 вересня того ж 1498 р. в Кенігсберзі Фрідріх Саксонський вступив до ордену й одночасно був обраний новим великим магістром Тевтонського ордену.
Деякий час Фрідріхові Саксонському вдавалося ухилятися від принесення васальної присяги польському королеві, завдяки постійним апеляціям до іншого свого сюзерена — імператора Священної Римської імперії Максиміліана I, а також завдяки частій зміні монархів на польському троні.
У 1498—1501 рр. польський король Ян I Ольбрахт двічі загрожував Тевтонського ордену війною через відмову великого магістра Фрідріха Саксонського приносити ленну присягу. У 1501 р. польський король розташував свої війська на кордоні з Пруссією, погрожуючи відкритої інтервенцією. Тільки смерть Яна I Ольбрахта в червні 1501 р. врятувала Тевтонський орден від нової війни з Польщею.
У 1501 р. німецький імператор Максиміліан I Габсбург офіційно заборонив Фрідріху присягати королю Яну Ольбрахтові. Після жорстких вимог нового польського короля Сигізмунда I Старого в 1507 р. великий магістр Фрідріх Саксонський виїхав з Пруссії в Саксонію, де розгорнув діяльність з метою пошуку підтримки незалежності Ордена, яку знайшов в особі імператора Максиміліана I, котрий боровся з Ягеллонами за домінування в Центральній Європі.
Помер великий магістр Тевтонського ордену Фрідріх Саксонський 14 грудня 1510 р. в м. Рохліці. Як великий магістр католицького ордену він не був одруженим і, відповідно, не мав дітей.